# Anamera
Anamera is een kevergeslacht uit de familie van de boktorren (Cerambycidae). De wetenschappelijke naam van het geslacht werd voor het eerst geldig gepubliceerd in 1864 door Thomson.

## Soorten
Anamera omvat de volgende soorten:
- Anamera alboguttata Thomson, 1864
- Anamera concolor Lacordaire, 1869
- Anamera densemaculata Breuning, 1940
- Anamera fulvescens Gahan, 1893
- Anamera gigantea Breuning, 1935
- Anamera harmandi Pic, 1936
- Anamera obesa Pic, 1928
- Anamera similis Breuning, 1938
- Anamera strandi Breuning, 1935
- Anamera strandiella Breuning, 1944